# Euselasia arbas
Euselasia arbas är en fjärilsart som beskrevs av Stoll 1781. Euselasia arbas ingår i släktet Euselasia och familjen Riodinidae. Inga underarter finns listade i Catalogue of Life.

## Bildgalleri

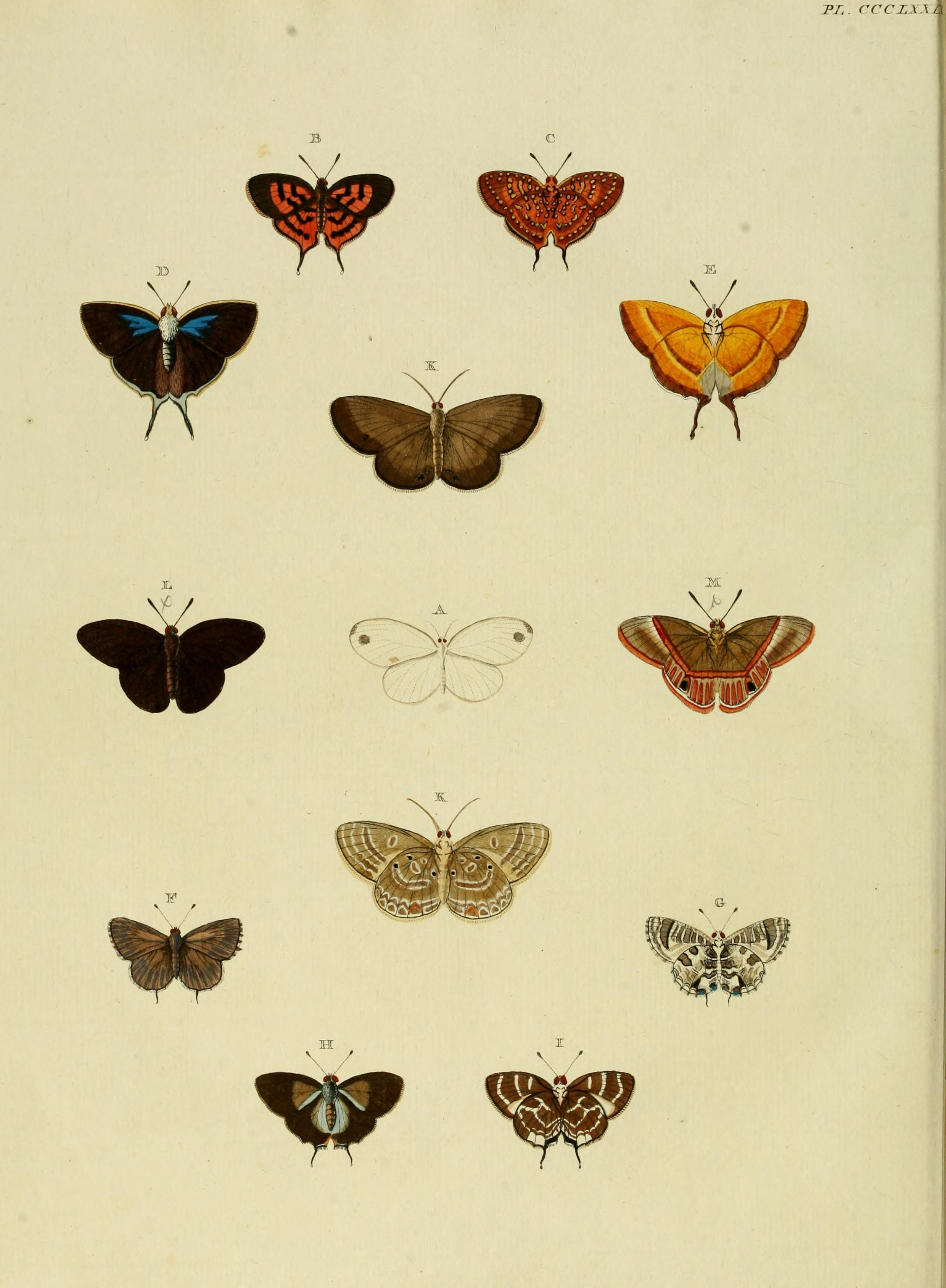
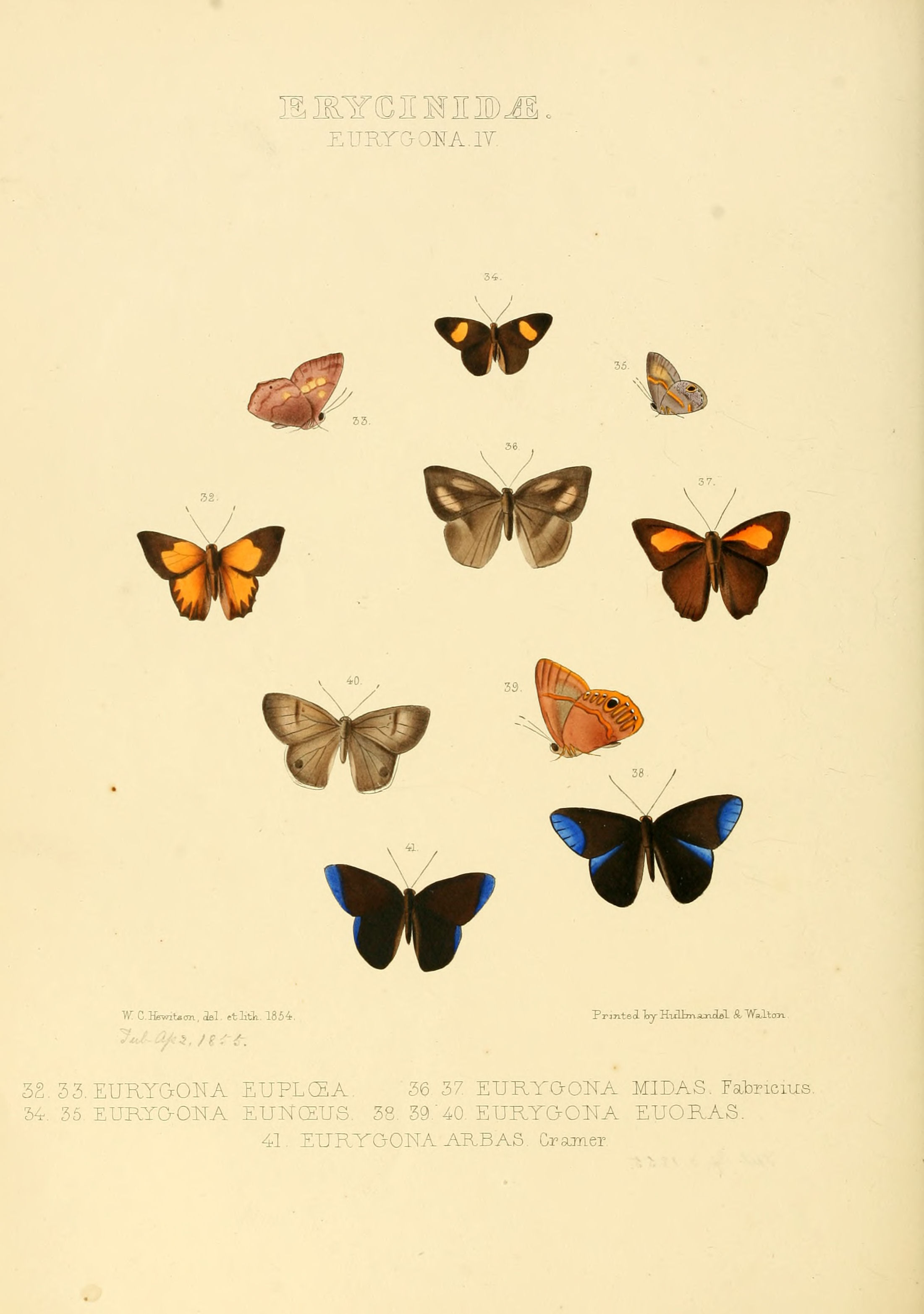